# Syzygium zeylanicum
Syzygium zeylanicum är en myrtenväxtart som först beskrevs av Carl von Linné, och fick sitt nu gällande namn av Dc.. Syzygium zeylanicum ingår i släktet Syzygium och familjen myrtenväxter. Inga underarter finns listade i Catalogue of Life.

## Bildgalleri

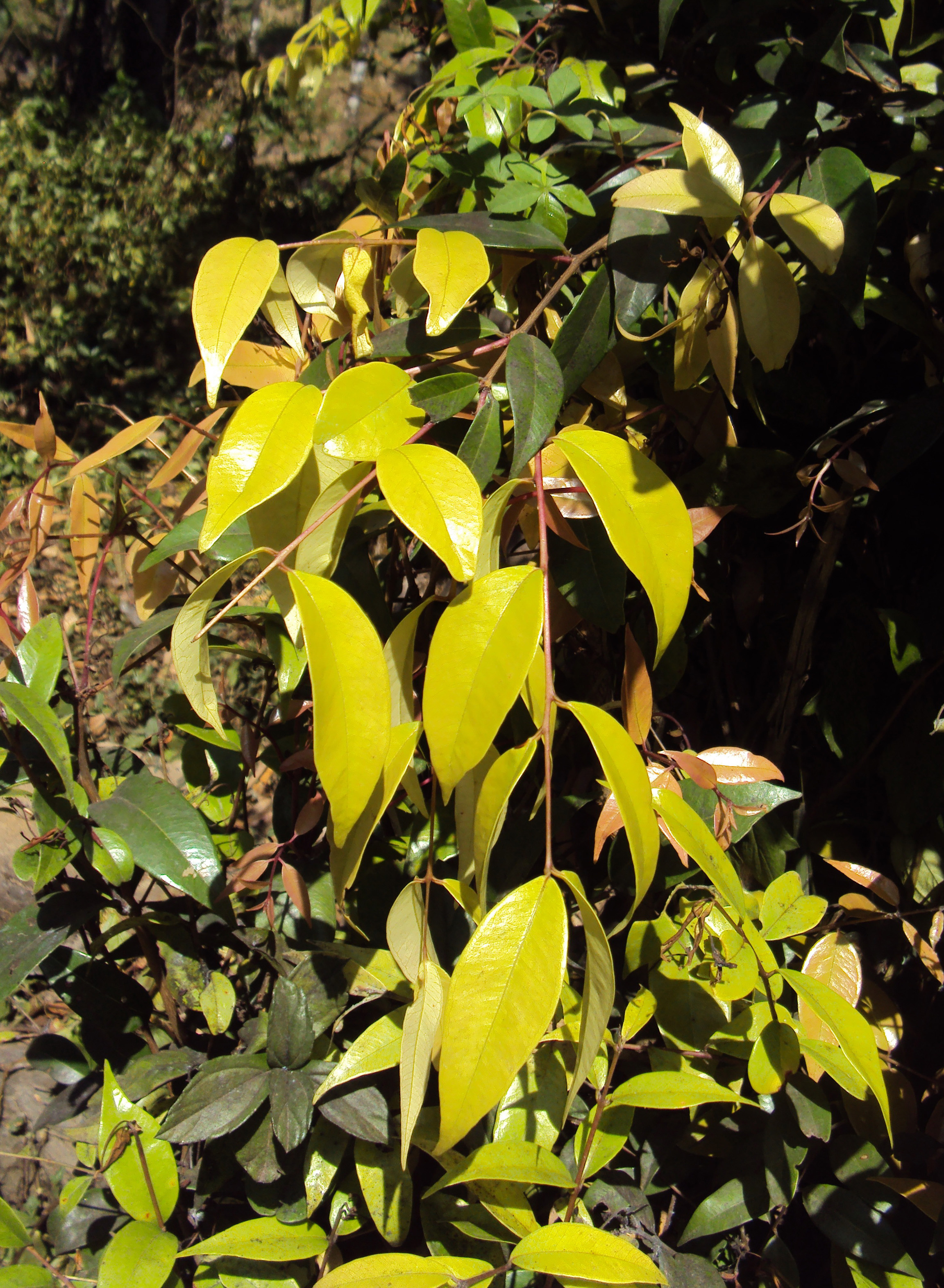
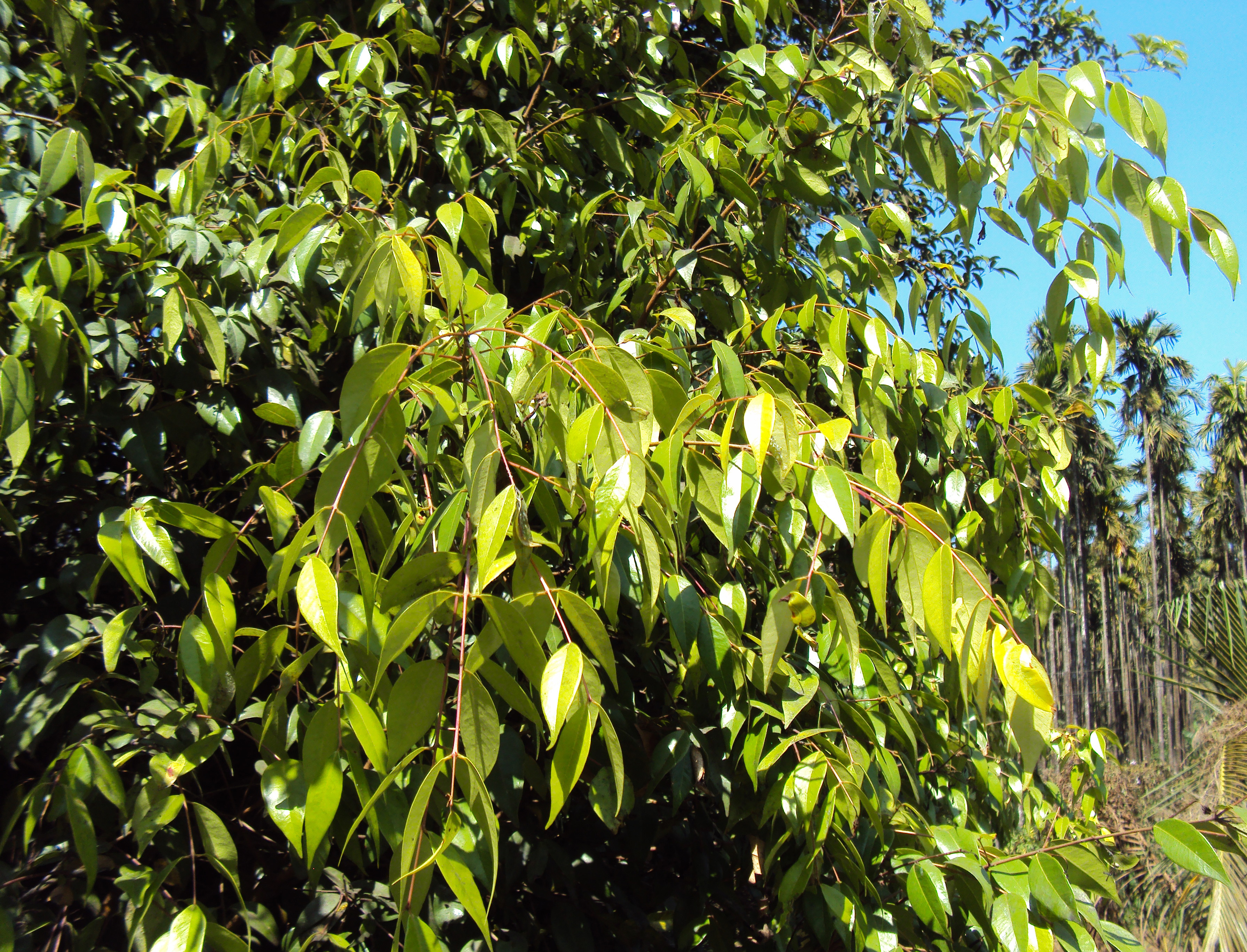
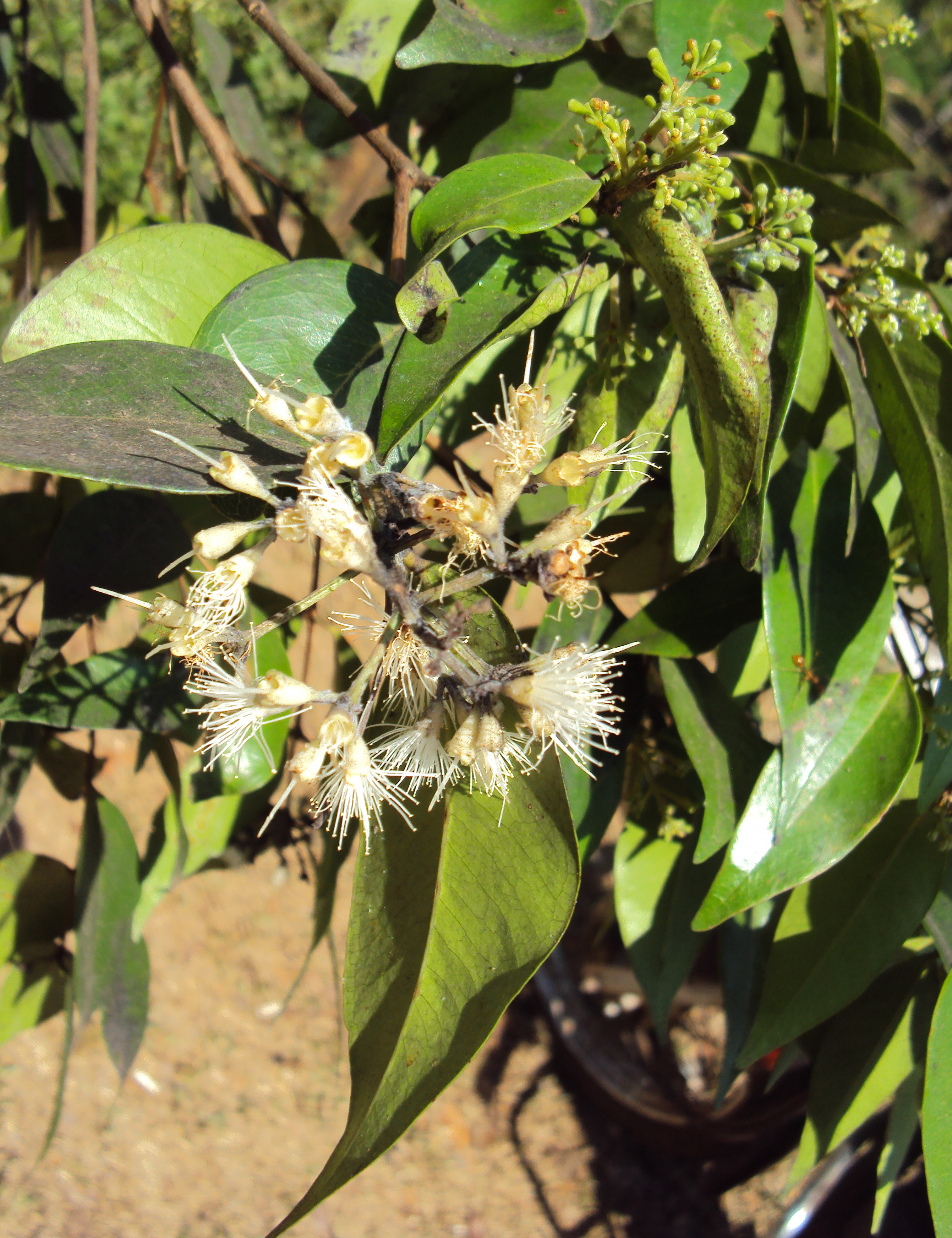
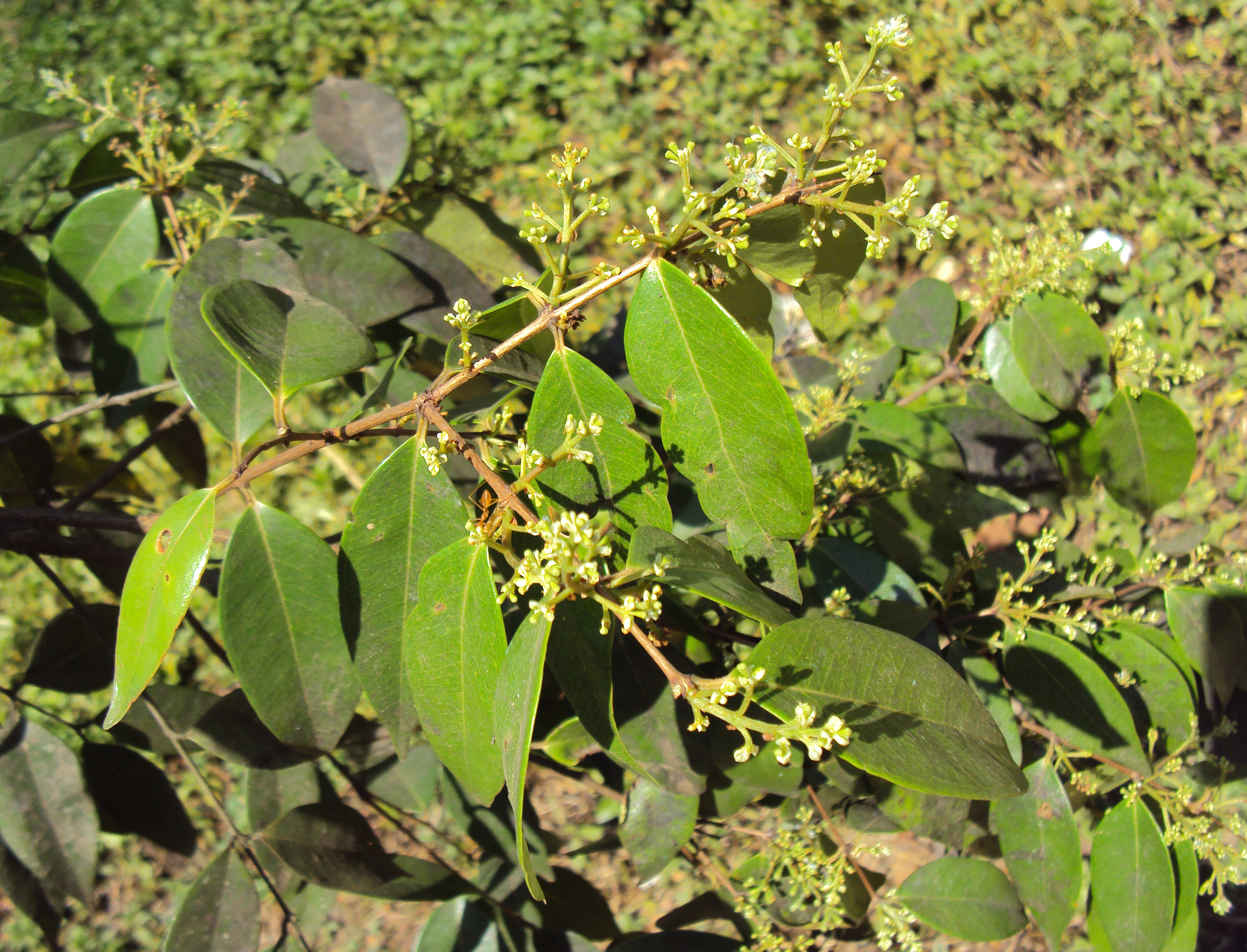